# Nikita Rukavytsya
Nikita Rukavytsya (ur. 22 czerwca 1987 w Mikołajowie) – australijski piłkarz pochodzenia ukraińskiego występujący na pozycji pomocnika lub napastnika.

## Kariera klubowa
Rukavytsya treningi rozpoczynał w ukraińskim klubie Torpedo Mikołajów. W 2001 roku wyemigrował z rodziną do Australii i tam kontynuował karierę w klubie Inglewood United. Potem był graczem Perth SC oraz AIS. W 2006 roku podpisał kontrakt z Perth Glory. W A-League zadebiutował 7 stycznia 2007 roku w zremisowanym 2:2 pojedynku z Melbourne Victory. W tym samym roku wywalczył z zespołem wicemistrzostwo Australii. 9 listopada 2007 roku w wygranym 4:1 spotkaniu z Newcastle Jets strzelił pierwszego gola w A-League. Perth spędził 2,5 roku.
W styczniu 2009 roku Rukavytsya odszedł do holenderskiego FC Twente. W Eredivisie pierwszy mecz zaliczył 1 marca 2009 roku przeciwko ADO Den Haag (1:0). W tym samym roku wywalczył z klubem wicemistrzostwo Holandii. W styczniu 2010 roku został wypożyczony do belgijskiego KSV Roeselare (Eerste klasse), gdzie grał do końca sezonu 2009/2010.
W połowie 2010 roku Rukavytsya podpisał kontrakt z niemiecką Herthą BSC z 2. Bundesligi. W 2011 roku awansował z zespołem do Bundesligi, ale w 2012 roku spadł z nim do 2. Bundesligi. Następnie odszedł do FSV Mainz 05. W sezonie 2013/2014 był wypożyczony do FSV Frankfurt. W sezonie 2014/2015 grał w Western Sydney Wanderers, a w sezonie 2015/2016 – w Beitarze Jerozolima. Latem 2016 trafił do Maccabi Hajfa.

## Kariera reprezentacyjna
W 2008 roku Rukavytsya został powołany do kadry Australii U-23 na Letnie Igrzyska Olimpijskie, z których jego drużyna odpadła po fazie grupowej. 12 sierpnia 2009 roku w wygranym 3:0 towarzyskim meczu z Irlandią Rukavytsya zadebiutował w pierwszej reprezentacji Australii.
W 2010 roku znalazł się w kadrze na Mistrzostwa Świata. Zagrał na nich w pojedynkach z Niemcami (0:4) i Ghaną (1:1). Tamten turniej Australia zakończyła na fazie grupowej.